# Poya (Bouddhisme)
 (février 2024).
Si vous disposez d'ouvrages ou d'articles de référence ou si vous connaissez des sites web de qualité traitant du thème abordé ici, merci de compléter l'article en donnant les références utiles à sa vérifiabilité et en les liant à la section « Notes et références ».
Pour les articles homonymes, voir Poya (homonymie).
Poya est le jour de la pleine lune dans les pays d'Asie du Sud Est. C'est l’occasion de célébrer un évènement de la vie du Bouddha. Les jours de Poya, les magasins sont fermés, on ne boit pas d’alcool et l’on respecte un régime végétarien. La nuit, le clair de lune appelle les êtres à s’interroger sur l’éphémère et le transitoire.
Le jour de Poya du mois de mai (pleine lune du mois de mai) commémore la naissance, l’illumination et la mort du maître Bouddha. Ce jour de Poya particulier est appelé Vesak.